# 呼松村
呼松村（よびまつそん）は、かつて岡山県児島郡にあった村である。1904年（明治37年）4月1日に福田村・福田新田村と合併し消滅した。現在は倉敷市水島地域の呼松などにあたる。

## 沿革
- 1889年（明治22年）6月1日 - 町村制の施行により、児島郡呼松村・広江村の区域をもって呼松村が発足。
- 1904年（明治37年）4月1日 - 呼松村が福田村（初代）・福田新田村が合併し、改めて福田村（2代）が発足。同村大字呼松・広江となる。
- 1947年（昭和22年）12月9日 - 福田村が町制施行して福田町となり、同町大字呼松・広江となる。
- 1953年（昭和28年）6月1日 - 福田町が倉敷市に編入。同市呼松町・福田町広江となる。